# Pakasuchus
Pakasuchus – rodzaj niewielkiego krokodylomorfa z grupy Notosuchia żyjącego u schyłku wczesnej kredy na obecnych terenach Afryki. Został opisany w 2010 roku przez Patricka O'Connora i współpracowników w oparciu o niemal kompletny, bardzo dobrze zachowany szkielet (RRBP 08631). Odnaleziono również szczątki kilku innych osobników. Odkryto je w osadach ogniwa Namba w formacji Galula w basenie Rukwa Rift, w południowo-zachodniej Tanzanii, pomiędzy jeziorami Tanganika i Niasa. Dokładny wiek tej formacji pozostaje nieznany, jednak skamieniałości Pakasuchus pochodzą prawdopodobnie z warstw mających 99–115 mln lat.

Rekonstrukcja uzębienia

Pakasuchus był niewielkim krokodylomorfem – długość ciała holotypu szacuje się na 55 cm, z czego odległość od czubka pyska do kloaki wynosi 30 cm. Znacząco różnił się od większości innych krokodylomorfów cechami czaszki i uzębienia. Miał od nich krótszą i szerszą czaszkę oraz masywniejszą żuchwę. Jego uzębienie składało się ze stosunkowo niewielkiej liczby zębów, jednak z wyraźnym heterodontyzmem. Gdy szczęki Pakasuchus były zamknięte, korony zębów szczęki i żuchwy stykały się w stopniu nienotowanym dotychczas u przedstawicieli Crocodyliformes, dorównując poziomowi występującemu u ssaków i ich najbliższych wymarłych krewnych. Inną cechą odróżniającą Pakasuchus od pozostałych Crocodyliformes jest obecność zredukowanych osteoderm tułowia.
Według analizy filogenetycznej przeprowadzonej przez O'Connora i współpracowników Pakasuchus należy do grupy Notosuchia. Analiza sugeruje jego przynależność do nienazwanego kladu obejmującego również rodzaje Malawisuchus, Candidodon, Mariliasuchus i Adamantinasuchus, który jest taksonem siostrzanym dla Pakasuchus. Pakasuchus jest kolejnym niewielkim ssakopodobnym krokodylomorfem, którego szczątki odkryto na terenach Gondwany, co sugeruje, że Notosuchia zajmowały tam nisze ekologiczne, które na kontynentach północnych należały do ssaków.
Nazwa rodzajowa Pakasuchus pochodzi od słowa paka, w języku suahili oznaczająca kota, oraz zlatynizowanego greckiego słowa souchos („krokodyl”), co odnosi się do krótkiej, szerokiej czaszki Pakasuchus, przypominającej do pewnego stopnia czaszkę kota.